# Seleção Armênia de Basquetebol
A Seleção Armenia de Basquetebol é a equipe que representa a Armênia em competições internacionais da modalidade. 
Disputam a EuroBasket C